# Mossano
Mossano (velenceiül Mosan) település Olaszországban, Veneto régióban, Vicenza megyében. Lakosainak száma 1790 fő (2018. január 1.).

## Népesség
A település népességének változása:

| 2017 | 1 821 |
| 2018 | 1 790 |